# سیارک ۱۱۹
سیارک ۱۱۹ (به انگلیسی: 119 Althaea) صد و نوزدهمین سیارک کشف شده‌است که در ۳ آوریل ۱۸۷۲ کشف شد.
قدر مطلق سیارک برابر ۸٫۴۲ است.